# Obnora
Die Obnora (russisch Обно́ра) ist ein rechter Nebenfluss der Kostroma in den russischen Oblasten Wologda und Jaroslawl.
Die Obnora entspringt südlich von südlich von Grjasowez in der Oblast Wologda.
Sie durchfließt eine sumpfige Waldlandschaft in überwiegend südsüdöstlicher Richtung. Sie überquert die Grenze zur Oblast Jaroslawl. Später passiert sie das Verwaltungszentrum Ljubim und mündet schließlich in den Unterlauf der Kostroma.
Die Obnora hat eine Länge von 132 km. Sie entwässert ein Areal von 2440 km². 